# Boca del Río
Boca del Río – miasto we wschodnim Meksyku, we wschodniej części stanu Veracruz, na wybrzeżu Zatoki Meksykańskiej. W 2005 roku liczyło około 140 tys. mieszkańców. Nazwa “Boca del Río” oznacza “usta rzeki” hiszp. i odnosi się do uchodzącej do Zatoki Meksykańskiej rzeki Jamapa. Pre-hiszpańska nazwa miejsca to "Tlapaquitan" co znaczyło "podzielony ląd". W mieście znajdują się dwa muzea poświęcone Agustín Lara.

## Historia
Teren obecnej gminy w latach 1200 – 1000 BC był pod panowaniem państwa Olmeków. Aztekowie bezsprzecznie władali terenem od 1474 roku gdyż teren jest wymieniony w Kodeksie Mendozy jako część prowincji Cuetlachtlan. Dla Europejczyków teren odkrył hiszpański konkwistador Juan de Grijalva. Nazwał go "Rzeką flag" (hiszp. Río de las Banderas) gdyż zauważył ludzi którzy za pomocą flag porozumiewali się stojąc na przeciwległych brzegach. W tym samym roku powstała kaplica "Nuestra Señora de Santa Ana". Miejscowość usamodzielniła się dopiero 1874 roku kiedy oddzieliło się od sąsiedniej gminy Alvarado. Miasto prawa miejskie uzyskało dopiero w 1988 roku.

## Gmina Boca del Río

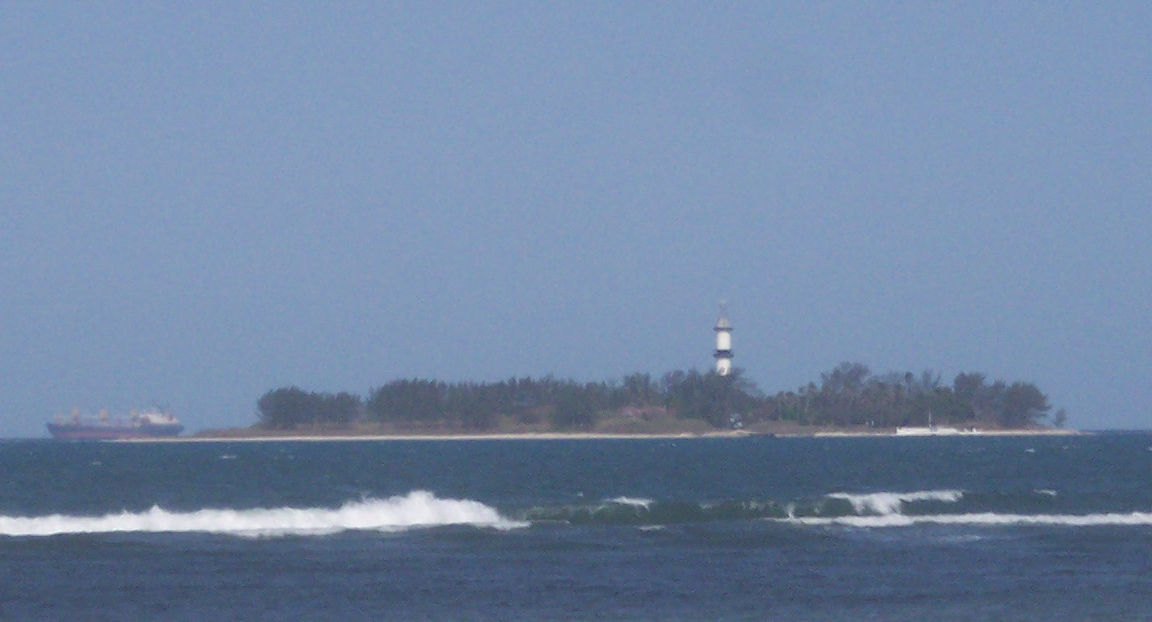
Wyspa Isla de Sacrificios leżąca naprzeciw miasta Boca del Río

Miasto jest siedzibą władz gminy o tej samej nazwie. Jest to typowa turystyczna gmina nadmorska z dużą liczbą hoteli, moteli i restauracji. Powierzchnia gminy wynosi niespełna 43², a ludność w 2005 roku wynosiła 141 906 mieszkańców. Na wprost miasta znajduje się wyspa Isla de Sacrificios, największa z archipelagu rozciągającego się od Boca del Río do Veracruz.